# Nedim Gürsel
Nedim Gürsel, né le 5 avril 1951 à Gaziantep en Turquie, est un écrivain turc vivant à Paris.

## Biographie
Nedim Gürsel est né le 5 avril 1951 à Gaziantep dans le sud-est de l'Anatolie, d'un père professeur de français et traducteur et d'une mère professeure de mathématiques. Il passe son enfance à Balıkesir, dans la région de Marmara. Il est élevé par son grand-père – qu'il décrit comme « un homme pieux, soucieux du droit, qui raconta à son petit-fils les divers épisodes de la vie du Prophète » –, mais dit avoir oublié dans un premier temps cette enfance islamique. Il part en effet faire ses études en tant qu’interne au lycée de Galatasaray à Istanbul où il passe son baccalauréat en 1970. Il publie très jeune des textes dans des revues littéraires. Il se rend ensuite à Paris, pour étudier les lettres modernes à la Sorbonne, et soutient en 1979 sa thèse de littérature comparée sur Louis Aragon et Nâzım Hikmet.
Il est l’auteur d’une vingtaine de romans, nouvelles, essais et récits de voyage, pour la plupart traduits en français et dans de nombreuses autres langues. Son écriture est multiple dans ses formes, mêlant lyrisme, romance, humour, épique, érotisme, ou même fantastique.
Deux de ses premiers livres ont été censurés par le régime militaire turc. Son premier récit, Un long été à Istanbul, a été traduit en plusieurs langues et a obtenu, en 1976 le prix de l’Académie de la langue turque. En 1981, après le coup d’État militaire, le livre a été accusé d’avoir diffamé l’armée turque. En 1983, son premier roman La Première femme est également accusé d’avoir offensé la morale publique et a été censuré par le régime militaire.
En 1986, il obtient avec La Première Femme le prix İpekçi pour sa contribution au rapprochement des peuples grec et turc. Nedim Gürsel a également obtenu le prix de la meilleure nouvelle décernée par Radio France internationale en 1990. Il reçoit le 23 juin 2004 le prix littéraire « Fernand Rouillon » sous l’égide du Comité France-Turquie à l’Office de tourisme de Turquie à Paris.
Nedim Gürsel s’inspire de ses exils successifs. Il élabore une topographie symbolique qui sous-tend tous ses récits : le désert, dont l’avancée menace périodiquement les terres fécondées par l’homme ; la steppe et son déroulement inﬁni ; Istanbul, point d’ancrage du désir et de la nostalgie ; Paris enfin, capitale de la douleur, de la solitude et de l’exil, mais surtout lieu de l’écriture. Il aborde aussi bien la Turquie contemporaine que la Turquie de l’époque ottomane, mélange le passé et le présent. Un des thèmes récurrents de ses livres est la ville d’Istanbul, capitale de deux grands empires : l’Empire byzantin et l’Empire ottoman.
Pour Nedim Gürsel, les rives du Bosphore sont au carrefour de toutes les histoires, comme de ses souvenirs. Il en a fait le creuset de son œuvre, marquée par la nostalgie et par l'exil.
Son livre Les Filles d'Allah ayant été jugé blasphématoire, il fait l'objet d'un procès en Turquie où il risque de six mois à un an de prison. Soutenu par de nombreuses personnalités, il est acquitté en juin 2009, mais appel ayant été fait de la décision, la procédure est relancée.
Nedim Gürsel est membre fondateur du Parlement international des écrivains.
Nedim Gürsel écrit en turc et en français.

## Œuvres
- Les Lapins du commandant, nouvelles, Seuil, 1985
- La Première femme, roman, Seuil, 1986
- Le Dernier tramway, nouvelles, Seuil, 1991
- Un Long été à Istanbul, récit, Gallimard, 1991
- Paysage littéraire de la Turquie contemporaine, Paris, L’Harmattan, 1993, 176 p.
- Hôtel du désir, récit, Arcane, 1995
- Le Journal de Saint-Nazaire - Saint-Nazaire Günlüğü, Meet, 1995
- Le roman du Conquérant, Paris, Seuil (réimpr. 2000) (1re éd. 1996)
- La Mort de la mouette, nouvelles, Fata Morgana, 1997
- Oiseaux aveugles (traduit par Timour Muhidine, illustration de Utku Varlik, tiré à 700 exemplaires), Fata Morgana, 1997
- Un Turc en Amérique : Journal des deux rives, Publisud, 1997
- Le Derviche et la ville, récit, Fata Morgana, 2000
- Paysage littéraire de la Turquie contemporaine, L'Harmattan, 2000
- Nazim Hikmet et la littérature populaire turque, L'Harmattan, 2000
- Le Mouvement perpétuel d'Aragon - De la révolte dadaïste au monde réel, L'Harmattan, 2000
- Extase à Konya (prix France Inter 2000), Fata Morgana
- Les Turbans de Venise, roman, Seuil, 2001
- Mirages du sud, récits, l’Esprit des péninsules, 2001
- Nâzim Hikmet (1903-1963) poète révolutionnaire, essai, Le Temps des Cerises, 2002
- Yachar Kemal - Le Roman d'une transition, L'Harmattan, 2003
- Balcon sur la Méditerranée, nouvelles, Seuil, 2003
- Au pays des poissons captifs - Une enfance turque, Bleu autour, 2004, traduction de Esther Heboyan
- Retour dans les Balkans, récit de voyages, Tribord, 2004 (réédité aux éditions Empreinte temps présent en 2012)
- De ville en ville. Ombres et traces, Seuil, 2007, écrit avec Esther Heboyan
- Besançon, nature intime du temps, co-signé avec Damien Guillaume Empreinte temps présent, 2007
- La Turquie, une idée neuve en Europe, Empreinte temps présent, 2009
- Les filles d’Allah, Seuil, coll. « Cadre Vert », 2009, 324 p.
- Nâzim Hikmet, le chant des hommes, essai, Le Temps des Cerises, 2010
- Belle et rebelle, ma France, récit de voyage, Empreinte temps présent, 2011
- L'ange rouge, Seuil , 2013, prix Méditerranée Étranger 2013
- Voyage au cœur de la Turquie, récit de voyage, co-signé avec Damien Guillaume, Empreinte temps présent, 2013
- Les écrivains et leurs villes, Seuil, octobre 2014
- Le fils du capitaine, roman, Seuil, 2016
- En Italie, récit de voyages, Empreinte temps présent, 2017
- La seconde vie de Mahomet. Le prophète dans la littérature, CNRS éditions, 2018
- A l'ombre des pyramides, Empreinte temps présent, 2019
- Amour et rébellion. Le voyage de Candide à Istanbul, Empreinte temps présent, 2024

## Distinctions
- Prix de l'Académie de la langue turque pour Un long été à Istanbul, 1976[7]
- Prix Ipekci pour La Première femme, 1986[2]
- Prix France-Turquie, 2004[7]
- Chevalier dans l’ordre des Arts et des Lettres, 2004
- Prix de la liberté d’expression décerné chaque année par l’Union des Éditeurs Turcs, 2009[7]